# Association Football Club Wimbledon
El AFC Wimbledon es un club de fútbol inglés profesional, del suburbio de Wimbledon en Londres. El equipo compite en la Football League One, la tercera categoría del sistema de ligas de fútbol inglés.
El club fue fundado en 2002 por los aficionados del Wimbledon FC, después de la Football Association permitiera a ese club trasladarse a Milton Keynes unos 97km (60 millas) al norte del Wimbledon. La mayoría de los aficionados del Wimbledon se opusieron firmemente a que el club se mudara tan lejos de Wimbledon, sintiendo que un club trasplantado a un lugar distante ya no representaría a Wimbledon ni el legado y la tradición históricos del club. El Wimbledon se mudó en 2003 y cambió formalmente el nombre del club a Milton Keynes Dons en 2004.
Cuando se formó el AFC Wimbledon entró en la Primera División de la Combined Counties League, la novena categoría del fútbol inglés. Desde entonces, el club ha ascendido seis veces en 13 temporadas, pasando de la novena categoría (Combined Counties Premier) a la tercera (League One).
El AFC Wimbledon ostenta actualmente el récord de la racha invicta más larga de partidos de liga en el fútbol inglés de alto nivel, habiendo jugado 78 partidos de liga consecutivos sin una derrota entre febrero de 2003 y diciembre de 2004. Es el primer club formado en el siglo XXI en llegar a la Football League.
En noviembre de 2020, el club se trasladó a Plough Lane, un nuevo estadio en el emplazamiento del desaparecido Wimbledon Greyhound Stadium, a solo 230 metros (250 yardas) del Plough Lane original, el hogar del Wimbledon FC hasta 1991. El nuevo estadio tiene una capacidad inicial de 9.215 espectadores.

## Historia
En el verano de 2002, la Comisión de la FA permitió que el Wimbledon FC se mudara a, 70 millas al norte de su ciudad de origen, además de cambiar su nombre a Milton Keynes Dons FC. Los aficionados, ofendidos por la maniobra, refundaron el equipo iniciando ocho divisiones por debajo del nivel que tenían, intentando así mantener la historia del Wimbledon FC. En la temporada 2008-2009 asciende a la Conference National tras quedar primero en la Conference South con 88 puntos.
En la temporada 2010-2011 asciende a la League Two tras vencer en los penaltis (4-3) al Luton Town en el partido decisivo de la promoción de ascenso.
En la temporada 2011-2012 el equipo logra la permanencia en la división terminando en el 16º puesto.
Las temporadas 2012-2013 y 2013-14 acaban de la misma forma para los Dons, logrando el 20º puesto y por tanto la permanencia en la categoría, pero de forma un tanto diferente.
Si bien en la primera, la permanencia se logró de forma agónica en el último partido de Liga con una victoria ante Fleetwood Town por 2-1, en la segunda se logró de forma más holgada pese a la posición final, condicionada por una sanción de 3 puntos debido a una alineación indebida del jugador Jake Nicholson, en el partido ante Cheltenham Town (4-3).
Cabe destacar que en la temporada 2012-13, concretamente el 2 de diciembre de 2012, el AFC Wimbledon disputó su primer partido contra su rival más acérrimo, el MK Dons. Pese al gol de Jack Midson, celebrado de forma muy ostentosa por los aficionados, el derbi acabó en una cruel derrota por 2-1, sentenciada con un gol de los locales, que militaban en la Football League One, en el tiempo de añadido 

En los albores de la temporada 2014-15, su cuarta temporada en la Football League Two, el AFC Wimbledon disputó su segundo derbi en Milton Keynes, con una nueva derrota, en este caso por 3-1, con gol de penalti de Matt Tubbs.
En la temporada 2015-16 el equipo logra finalmente el ascenso a la Football League One, al vencer en Wembley Stadium al Plymouth Argyle por 2 a 0 el 30 de mayo de 2016.
En la temporada 2021-22 desciende a la League Two al acabar en la posición 23º.

## Estadio
AFC Wimbledon inauguró su nuevo estadio, Plough Lane, en noviembre de 2020. Tiene capacidad para 9.300 espectadores y está ubicado a 200 metros del que fue el estadio del Wimbledon F.C. hasta 1991, llamado también Plough Lane e inaugurado en 1912.
El proyecto actual contempla su ampliación a 20.000 espectadores.

## Primer partido
El 10 de julio de 2002 jugaron su primer partido contra el Sutton United frente a 4,500 aficionados, con lo cual se marcaba oficialmente el renacer del Wimbledon.

## Rivalidades
El AFC Wimbledon guarda una rivalidad acérrima con los MK Dons por la disputa de su legado histórico.
El club, fue creado en 2002 por los propios aficionados del antiguo Wimbledon FC, un histórico de la Football Association inglesa, que ganó el título de la FA Cup en 1988.
El motivo de la creación del nuevo club vino dado por la relocalización del Wimbledon FC a la localidad de Milton Keynes, 72 kilómetros al noroeste de Londres. Esta reubicación, lógicamente, no fue bien recibida por la afición de los Dons, que decidieron dejar de apoyar a lo que ellos denominan "La Franquicia", creando un nuevo equipo, con los mismos colores, y escudo y nombre muy similar al del antiguo equipo, partiendo, eso sí, desde el fútbol regional inglés.
Posteriormente, en 2004, el Wimbledon FC desapareció como tal, llamándose desde entonces MK Dons.
Tras los ascensos logrados por el equipo, este llegó a la Liga Profesional (Football League), y con ello, se aseguró la participación en los torneos nacionales de la FA Cup y la Capital One Cup, con lo que los derbis ante MK Dons pasaban a probables.
Otro rival por cercanía es el Sutton United.

## Records
Con una racha de 78 partidos sin perder (69 victorias y 9 empates), entre el 26 de febrero de 2003 al 27 de noviembre de 2004, el AFC Wimbledon posee la mejor racha invicta en la historia del fútbol inglés. Además, consiguió la mayor goleada de la liga Isthmian, 9-0 al Chessington United en 2004.

## Palmarés

### Torneos nacionales
- Isthmian League
  - Campeones de la Division One (1): 2004/05
- Football Conference
  - Campeones de la Conference South (1): 2008/09